# Mikołaj Firlej (1588–1636)
Mikołaj Firlej herbu Lewart (ur. w 1588, zm. 1 września 1636) – wojewoda sandomierski od 1633, kasztelan wojnicki od 1618 i biecki od 1615, starosta lubelski w latach 1614-1633, starosta kazimierski w latach 1596-1614 i od 1631 roku, marszałek Trybunału Głównego Koronnego lubelskiego w 1616 roku, dworzanin Zygmunta III Wazy a później królewicza Władysława.

## Życiorys
Syn wojewody krakowskiego Mikołaja i Elżbiety Ligęzianki.
Na jego uroczystych chrzcinach obecni byli m.in. król Zygmunt III Waza i królowa Anna Jagiellonka.
Przez 12 lat przebywał na studiach w Niemczech, Anglii, Włoszech, Hiszpanii i Francji. Studiował w kolegium jezuitów w Lublinie w 1597 roku, w Paryżu w 1605 roku, w Padwie w 1607 roku i Bolonii w 1607 roku.
Poseł na sejm nadzwyczajny 1613 roku z województwa sandomierskiego. W latach 1618, 1620, 1626 i 1629 był deputatem Senatu na Trybunał Skarbowy Koronny.
Był zadeklarowanym zwolennikiem Habsburgów. Był członkiem konfederacji generalnej zawiązanej 16 lipca 1632 roku. Był elektorem Władysława IV Wazy z województwa krakowskiego w 1632 roku, podpisał jego pacta conventa. Bliski współpracownik króla Władysława IV Wazy. W 1635 roku został wyznaczony senatorem rezydentem.
Poseł na sejm 1611 roku z województwa krakowskiego, deputat do sprawy brandenburskiej. Poseł na sejm w 1633 roku.
Z małżeństwa z Reginą Oleśnicką miał synów: Zbigniewa, Henryka, Stanisława (zmarł w dzieciństwie), Jana i Andrzeja oraz trzy córki (Elżbieta, Katarzyna, Anna). Po śmierci pierwszej żony po raz drugi ożenił się z Marią Mohyłówną, wdową wojewody bracławskiego Stefana Potockiego.